# Arctosa wittei
Arctosa wittei Roewer, 1960 è un ragno appartenente alla famiglia Lycosidae.

## Etimologia
Il nome proprio della specie deriva dall'esploratore francese Jehan de Witte (1855-1937), che passò oltre tre anni (dal 1946 al 1949) nel Congo meridionale, dove sono le zone di rinvenimento degli esemplari.

## Caratteristiche
L'epigino è piatto, tanto lungo quanto largo, di forma semicircolare. i cheliceri hanno 3 dentelli posteriormente: la grandezza della parte basale del primo è della stessa dimensione degli altri due presi nella loro interezza.
Le femmine hanno il bodylenght (prosoma + opistosoma) di 10 millimetri (4,5 + 5,5).

## Distribuzione
La specie è stata reperita nel Congo meridionale, nel Congo Belga e nella Tanzania: sono stati rinvenuti molti esemplari proprio nella missione scientifica nel Parco nazionale di Upemba effettuata da Jehan de Witte negli anni 1946-1949.

## Tassonomia
Al 2016 non sono note sottospecie e dal 1960 non sono stati esaminati nuovi esemplari.